# Conflitto di Michoacán
Il Conflitto di Michoacán è un conflitto armato avvenuto negli stati di Michoacán e Colima dal 24 febbraio 2013 fino a settembre 2017 tra un gruppo di paramilitari e i narcotrafficanti del cartello dei Caballeros Templarios, ad oggi sono ricominciati gli scontri dopo la fondazione del Cartello di El Abuelo.

## Storia
Quando il cartello de La Familia Michoacana scomparve per una serie di conflitti interni, nacque il cartello dei Caballeros Templarios, il quale aveva inizialmente affermato di voler difendere ed aiutare i civili. Col passar del tempo, però, il cartello finì per minacciare, derubare ed uccidere i civili, come fece già in passato il cartello de La Familia Michoacana. Per questo motivo, Juan José Farias Álvarez, José Manuel Mireles Valverde, Hipólito Mora, Estanislao Beltran e José Francisco fondarono il Grupos de Autodefensa Comunitaria de Michoacán per difendere i civili dal cartello, iniziando così una vera e propria guerra civile che è arrivata fino a Colima.
La guerra civile è terminata con la sconfitta e lo scioglimento del cartello dei Caballeros Templarios.

### Il nuovo conflitto contro l'invasione del Cartello di Jalisco Nuova Generazione
Dopo aver vinto la guerra contro il cartello dei Caballeros Templarios, il Cartello di Jalisco Nuova Generazione ha preso il controllo di Michoacán. Senza avere più rivali, il cartello ha potuto operare senza problemi, fin quando non nacque il Cartello di El Abuelo, fondato dall'ex leader del Grupos de Autodefensa Comunitaria de Michoacán Juan José Farias Álvarez, il quale, inizialmente, volle iniziare un'alleanza col cartello per spartirsi il territorio, però Nemesio Oseguera Cervantes, leader del Cartello di Jalisco Nuova Generazione, voleva il controllo totale del territorio e iniziò così una guerriglia urbana nel Michoacán occidentale il 30 agosto 2019 che provocò 9 morti e 11 feriti. In quegli scontri parteciparono anche i gruppi di autodifesa, i quali iniziarono a ribellarsi al cartello dal 30 agosto 2019, giorno della guerriglia, fino ad oggi.

## Eventi della guerra civile
Tra i paramilitari e i Caballeros Templarios avvennero numerosi scontri e battaglie che hanno insanguinato le strade di Michoacán e Colima:
- 28 aprile 2013 - Avvennero alcuni scontri nelle città di Tepalcatepec e La Ruana, si contarono in totale 10 morti[11];
- 18 luglio 2013 - Nel villaggio di Catalina avvennero alcuni scontri tra i Caballeros Templarios e i paramilitari, si contarono in totale 5 morti[11];
- 22 luglio 2013 - Nel villaggio di San José de la Montaña e nella città di Los Reyes avvennero delle battaglie tra i Caballeros Templarios e i paramilitari, si contarono in totale 6 morti[11];
- 11-12 agosto 2013 - Nella città di Los Reyes avvenne una battaglia durata due giorni, si contarono 2 morti[11];
- 27 ottobre 2013 - Nella città di Aguililla avvennero alcuni scontri, si contarono 6 morti[11];
- 16 novembre 2013 - Nella città di Páreo avvenne una battaglia, si contarono 9[11];
- 4 gennaio 2014 - Nella città di Parácuaro avvennero degli scontri, si contò un morto[11];
- 7-8 marzo 2014 - Nella città di Buenavista Tomatlán avvenne una battaglia, si contarono 2 morti[11];
- 27 aprile 2014 - Nella città di Chunquiapan avvenne uno scontro, si contarono 5 morti[11];
- 11 gennaio 2015 - Nel villaggio di Huahua avvenne una battaglia, si contarono 5 morti[11];
- 30 agosto 2015 - Nel villaggio di Pùcuaro si verificarono alcuni scontri, si contarono 2 morti[11];
- 16 settembre 2015 - Nella città di La Manzanilla avvenne una battaglia, si contarono 7 morti[11];
- 30 agosto 2019 - Nella parte occidentale di Michoacán avvenne una guerriglia urbana tra paramilitari, narcotrafficanti e poliziotti e soldati, si contarono 9 morti e 11 feriti;[5]
- 1 dicembre 2020 - A Morelia avvenne un assalto atto dal Cartello di Jalisco Nuova Generazione contro i paramilitari usando blindati artigianali e un elicottero, furono uccise 5 persone;[7]
- 12 dicembre 2020 - Nel comune di Chinicuila avvenne una battaglia tra i paramilitari e i sicari del Cartello di Jalisco Nuova Generazione, gli scontri, durati un'ora, provocarono lo sfollamento di almeno 250 famiglie;[18]
- 19 dicembre 2020 - I sicari del Cartello di Jalisco Nuova Generazione attaccarono veicoli dei paramilitari nei quali c'erano anche dei giornalisti che volevano documentare il clima di terrore che si viveva, i paramilitari riuscirono a contrastare l'assalto senza subire perdite, in quell'assalto fu ferito a un braccio un paramilitare;[19]
- 5 gennaio 2021 - A Tepalcatepec avvenne una battaglia tra i paramilitari e i sicari del Cartello di Jalisco Nuova Generazione, le due fazioni usavano blindati artigianali, fucili AK-47 e AR-15, bombe a mano, pistole e Bombe Molotov. Si contarono diversi feriti e un blindato artigianale fu distrutto dalle granate e un altro danneggiato dalle raffiche di proiettili, entrambi i "mostri" appartenevano al Cartello di Jalisco Nuova Generazione;[20]
- 7 gennaio 2021 - I sicari del Cartello di Jalisco Nuova Generazione riuscirono a uccidere uno dei leader di Los Viagras, un cartello della droga formato da ex membri del Grupos de Autodefensa Comunitaria de Michoacán, fingendosi paramilitari;[21]
- 9-11 gennaio 2021 - I paramilitari riuscirono a sconfiggere i sicari del Cartello di Jalisco Nuova Generazione, gli scontri provocarono 9 morti e almeno 6 feriti;[6]
- 21 febbraio 2021 - I sicari del Cartello di Jalisco Nuova Generazione tentarono un assalto per uccidere El Abuelo, vanamente. L'assalto non provocò morti e una camionetta blindata dei sicari di Jalisco fu data alle fiamme;[22]
- 26 maggio 2021 - I sicari del Cartello di Jalisco Nuova Generazione iniziano una serie di attacchi, utilizzando droni con c-4, contro elementi della Guardia Nazionale, gli attacchi provocano due feriti.[23]